# Refsvindinge
Refsvindinge är en tätort i Nyborgs kommun i Region Syddanmark i Danmark. Tätorten har 560 invånare (2024). Den ligger på Fyn, cirka 7,5 kilometer sydväst om Nyborg.